# ダイコーター
ダイコーターとは、日本の競走馬・種牡馬。1965年に行われた第26回菊花賞の優勝馬である。全兄のユキロウは、スプリングステークス、全日本3歳優駿などに優勝。近親には、鳴尾記念を制し菊花賞や宝塚記念で2着に入ったハシクランツがいる。
※馬齢は当時の表記（数え年）とする。

## 出自
1962年6月、浦河町の鎌田牧場にて、ダイアンケーの5番仔として誕生。母のダイアンケーは、1952年にアメリカから競走馬として輸入された。現役時代は中央競馬で8勝を挙げ、小倉競馬場の1000メートルの競走でレコード勝ちしたこともあるという短距離馬だった。そのせいか、ほかのヒンドスタン産駒の活躍馬の血統と比べてかなり異質である。牧場時代のダイコーターは、落ち着いた反面、非常に悍性のよい馬だったという。

## 戦績

### 3歳時
1964年10月、京都競馬場の新馬戦で栗田勝を背にデビューし、2着馬に大差をつけて勝利した。続くオープン戦こそのちにライバルとなるキーストンの3着に敗れたものの、3戦2勝の成績で3歳シーズンを終え、その落ち着いたレースぶりからクラシックの有力候補として高い評価を受けていた。

### 4歳時

上田清次郎

明け4歳となると、中京競馬場のオープン戦、きさらぎ賞と連勝して東上し、スプリングステークスに出走した。6戦無敗のキーストンに1番人気を譲ったが、レースでは逃げる同馬を1馬身4分の3差交わして優勝した。この勝利が評価され、皐月賞では1番人気に推されたが、伏兵のチトセオーからクビ差の2着に終わった。続くNHK杯ではハツライオー以下に勝利し、本番の東京優駿（日本ダービー）に向かうこととなった。
このあと、シンザンの馬主としても知られる橋元幸吉から、九州の炭鉱主・上田清次郎に馬主が変更となった。本命に推されながら4着に敗れたダイナナホウシユウ以来、上田の東京優駿制覇にかける執念は凄まじいものがあった。それは、東京優駿の当時の1着賞金が1000万円であるにもかかわらず、推定2500万円とも言われる破格のトレードマネーを支払ったことからもうかがえる。東京優駿の最有力馬が売却され馬主が直前に変わることは異例であり、賛否両論を含めて大きな話題を集めることとなった。
東京優駿は、皐月賞馬チトセオーはNHK杯最下位の原因となった鼻出血の問題から不出走となり、スピード血統であるソロナウェーの仔・キーストンに比しても距離延長は歓迎材料と見られ、1番人気に推された。しかしレースでは、不良馬場ということもあって、逃げるキーストンを捉えきれず、1馬身4分の3差の2着に終わった。これ以降、ダイコーターは「ダービーは金では買えない」という例の典型として語られるようになる。
夏を休養に充てたダイコーターは、9月のオープン戦から始動した。これを危なげなく勝利すると、続く神戸杯、オープン戦と連勝して菊花賞に出走した。ふたたび1番人気に推されたダイコーターは、逃げるキーストンを終始マークし、最後の直線では2頭の激しい追い比べの末にキーストンを4分の3馬身突き放して優勝した。鞍上の栗田勝は、騎手として初めて菊花賞2連覇を達成した。三冠馬シンザン打倒の最有力候補として有馬記念出走も期待されたが、阪神大賞典に出走。しかしチトセオーに惨敗した。

### 5歳時以降
このあとは、天皇賞（春）をステップにアメリカ遠征も計画されるなど高い期待を受けていたダイコーターだったが、喘鳴症を患ったこともあって天皇賞（春）9着など凡走と敗戦を重ねることとなった。古馬となってからは小倉競馬場でオープン戦を2勝するにとどまり、重賞も勝てなくなると、7歳となった1968年からは障害競走を使われるようになった。牡馬のクラシック優勝馬が障害入りするのは例のないことであるため、関係者に対し非難の声も上がったが、結局障害でも1勝をしただけと活躍できないまま引退した。

## 競走成績
| 年月日 | 年月日 | 年月日 | 競馬場 | 競走名                   | 頭 数 | 馬 番 | 人気 | 着順 | 距離          | タイム  | 騎手     | 着差      | 勝ち馬/（2着馬）                      |
| ------ | ------ | ------ | ------ | ------------------------ | ----- | ----- | ---- | ---- | ------------- | ------- | -------- | --------- | ------------------------------------- |
| 1964   | 11.    | 1      | 京都   | 3歳新馬                  | 8     | 6     | 1人  | 01着 | 芝1100m（良） | 1.06.9  | 栗田勝   | 1.4秒     | （ミスウンリユー）                    |
|        | 11.    | 15     | 京都   | オープン                 | 6     | 3     | 1人  | 03着 | 芝1200m（稍） | 1.15.1  | 栗田勝   | -1.1秒    | キーストン                            |
|        | 12.    | 26     | 阪神   | ひいらぎ賞               | 14    | 7     | 1人  | 01着 | 芝1600m（良） | 1.39.0  | 栗田勝   | 0.8秒     | （カツコマ）                          |
| 1965   | 1.     | 23     | 中京   | オープン                 | 4     | 3     | 1人  | 01着 | 砂1700m（良） | 1.50.0  | 栗田勝   | 0.4秒     | （クリトツプ） （サクセンフアイター） |
|        | 2.     | 28     | 中京   | きさらぎ賞               | 6     | 5     | 2人  | 01着 | 砂1700m（良） | 1.47.5  | 栗田勝   | 2馬身     | （アストウエー）                      |
|        | 3.     | 28     | 中山   | スプリングS              | 11    | 8     | 2人  | 01着 | 芝1800m（良） | 1.50.9  | 栗田勝   | 1 3/4馬身 | （キーストン）                        |
|        | 4.     | 18     | 中山   | 皐月賞                   | 20    | 14    | 1人  | 02着 | 芝2000m（良） | 2.05.2  | 栗田勝   | -0.1秒    | チトセオー                            |
|        | 5.     | 9      | 東京   | NHK杯                    | 15    | 9     | 1人  | 01着 | 芝2000m（良） | 2.03.7  | 栗田勝   | 3/4馬身   | （ハツライオー）                      |
|        | 5.     | 30     | 東京   | 東京優駿                 | 22    | 14    | 1人  | 02着 | 芝2400m（不） | 2.37.8  | 栗田勝   | -0.3秒    | キーストン                            |
|        | 9.     | 19     | 京都   | オープン                 | 6     | 2     | 1人  | 01着 | 芝2000m（重） | 2.09.3  | 栗田勝   | 0.7秒     | （シユンシユウ）                      |
|        | 10.    | 3      | 阪神   | 神戸杯                   | 6     | 6     | 1人  | 01着 | 芝2000m（良） | 2.04.7  | 栗田勝   | 1/2馬身   | （リユウドルガ）                      |
|        | 10.    | 30     | 京都   | オープン                 | 5     | 3     | 1人  | 01着 | 芝1800m（良） | 1.49.5  | 栗田勝   | 0.5秒     | （ブツシヤン）                        |
|        | 11.    | 14     | 京都   | 菊花賞                   | 18    | 7     | 1人  | 01着 | 芝3000m（重） | 3.13.4  | 栗田勝   | 3/4馬身   | （キーストン）                        |
|        | 12.    | 19     | 阪神   | 阪神大賞典               | 9     | 4     | 1人  | 04着 | 芝3100m（良） | 3.19.8  | 松田博資 | -0.6秒    | チトセオー                            |
| 1966   | 1.     | 16     | 京都   | 日本経済新春杯           | 10    | 4     | 1人  | 05着 | 芝2400m（良） | 2.33.9  | 瀬戸口勉 | -0.8秒    | パワーラツスル                        |
|        | 3.     | 6      | 中京   | 中京記念                 | 16    | 4     | 2人  | 15着 | ダ2000m（良） | 2.10.6  | 瀬戸口勉 | -4.4秒    | アオバ                                |
|        | 4.     | 17     | 京都   | スワンS                  | 10    | 7     | 4人  | 07着 | 芝1800m（稍） | 1.52.5  | 栗田勝   | -1.2秒    | バリモスニセイ                        |
|        | 4.     | 29     | 京都   | 天皇賞（春）             | 16    | 15    | 3人  | 09着 | 芝3200m（良） | 3.21.5  | 栗田勝   | -2.1秒    | ハクズイコウ                          |
|        | 11.    | 3      | 京都   | オープン                 | 9     | 2     | 3人  | 09着 | 芝1600m（良） | 1.38.2  | 瀬戸口勉 | -1.2秒    | ハジメリユウ                          |
| 1967   | 8.     | 11     | 小倉   | オープン                 | 5     | 1     | 1人  | 01着 | 芝1700m（良） | R1.45.0 | 瀬戸口勉 | 0.6秒     | （アトラス）                          |
|        | 8.     | 26     | 小倉   | オープン                 | 5     | 1     | 1人  | 01着 | 芝1700m（良） | 1.45.8  | 瀬戸口勉 | 0.3秒     | （キタノコマ）                        |
|        | 9.     | 10     | 小倉   | 小倉記念                 | 7     | 4     | 1人  | 03着 | 芝2000m（良） | 2.03.3  | 瀬戸口勉 | -1.3秒    | タフネス                              |
|        | 10.    | 1      | 阪神   | 朝日チャレンジC          | 5     | 4     | 2人  | 05着 | 芝2000m（良） | 2.05.9  | 瀬戸口勉 | -2.6秒    | タフネス                              |
|        | 10.    | 22     | 京都   | ハリウッドターフクラブ賞 | 11    | 9     | 4人  | 10着 | 芝2400m（良） | 2.30.0  | 瀬戸口勉 | -3.1秒    | シバフジ                              |
|        | 11.    | 3      | 京都   | 京阪杯                   | 11    | 3     | 3人  | 04着 | 芝1800m（稍） | 1.51.2  | 瀬戸口勉 | -0.7秒    | ネイチブランナー                      |
|        | 11.    | 26     | 京都   | 京都記念（秋）           | 6     | 3     | 3人  | 06着 | 芝2200m（良） | 2.19.4  | 瀬戸口勉 | -1.8秒    | フイニイ                              |
| 1968   | 2.     | 4      | 京都   | 障害100万下              | 9     | 2     | 1人  | 02着 | 芝2650m（良） | 2.59.6  | 松田博資 | -0.2秒    | フジアポロン                          |
|        | 2.     | 24     | 京都   | 障害未出未勝             | 8     | 1     | 1人  | 01着 | 芝2500m（稍） | 2.52.5  | 松田博資 | 0.7秒     | （キヨザクラ）                        |
|        | 4.     | 29     | 京都   | 障害300万下              | 8     | 4     | 1人  | 07着 | 芝2500m（不） | 2.50.5  | 松田博資 | -2.7秒    | ミスコマツ                            |
|        | 5.     | 12     | 京都   | 淀障害S                  | 10    | 6     | 4人  | 02着 | 芝2900m（良） | 3.11.4  | 松田博資 | -0.8秒    | デヤレスト                            |

- タイム欄のRはレコード勝ちを示す。
- 太字の競走は八大競走。

## 引退後
引退後は、上田が創業した上田牧場にて種牡馬として供用されたが、引退するまでの不振もあって期待されてはいなかった。しかし、自家生産のホウシュウリッチやホウシュウミサイルなどが好成績を挙げると、今度は鵡川町の西山牧場にトレードされ、交配される繁殖牝馬の数が増加した。それでも、交配された牝馬の質、数ともに当時としてもそれほど高くなく、血統登録数は303頭、年度別だと1977年の37頭が最多であった。その中にあって、ニシノライデンをはじめとして重賞勝ち馬を多数輩出するなど、当時の内国産種牡馬としては成功といえる種牡馬成績を収めた。
特に、1981年にはキタノリキオー等が活躍し、種牡馬ランキング4位となった。この年はAEIが2.56と、上位100頭の中でノーザンテーストに次ぐ高さだった。
全種牡馬期間を通じたAEIも1.85と高水準である。CPIは1.04と低かっため、AEI/CPIは1.78と極めて高い水準に達した（ノーザンテーストでも1.56に過ぎない）。JRA勝ち上がり率も、出走した208頭中122頭が勝ち上がり（59%）、交配された牝馬の質を考えれば非常に高かった。以上何れもJBISに登録されているデータに拠っている。
1986年には種牡馬から引退し、西山牧場で余生を送っていたが、翌1987年1月に老衰のため死亡した。

## おもな産駒
- ニシノライデン（京都新聞杯、鳴尾記念、阪神大賞典、サンケイ大阪杯）
- キタノリキオー（目黒記念（春）、中山記念、札幌記念）
- ホウシュウリッチ（神戸新聞杯）
- ホウシュウミサイル（金鯱賞、小倉記念）
- サクラエイリュウ（ステイヤーズステークス、七夕賞）
- ニシノチェニル（小倉大賞典）
- アイアンシロー（金杯（東））
- プレジデントシチー（朝日チャレンジカップ、小倉記念、ブリーダーズゴールドカップ）
- ホウシュウスカイ（阪神障害ステークス（秋））
- サクラアケボノ（道営記念、種牡馬）
- ダイロクホーメイ（関東盃、栄城賞）
- エゾノスピード（ゴールド争覇）
- サクラススム（シアンモア記念）
- サクラゲキリユウ（新潟グランプリ）
- メディアシロー（三条記念）
- ブゼンダイオー（種牡馬、コスモドリームの父）

### 母の父としてのおもな産駒
- ダイユウサク（有馬記念、金杯（西））
- メイショウビトリア（ステイヤーズステークス）
- ケイティタイガー（中山大障害（秋）、東京障害特別（春））
- コンバットボーイ（笠松大賞典、くろゆり賞）

## 評価
- 20世紀の名馬大投票 - 第324位

## 血統表
| ダイコーターの血統（ボワルセル系 / アウトブリード） | ダイコーターの血統（ボワルセル系 / アウトブリード） | ダイコーターの血統（ボワルセル系 / アウトブリード） | （血統表の出典）   | （血統表の出典） |
| 父 *ヒンドスタン Hindostan 1946 黒鹿毛              | 父の父Bois Roussel 1935 黒鹿毛                      | Vatout                                              | Prince Chimay      | Prince Chimay    |
| 父 *ヒンドスタン Hindostan 1946 黒鹿毛              | 父の父Bois Roussel 1935 黒鹿毛                      | Vatout                                              | Vasthi             |                  |
| 父 *ヒンドスタン Hindostan 1946 黒鹿毛              | 父の父Bois Roussel 1935 黒鹿毛                      | Plucky Liege                                        | Spearmint          | Spearmint        |
| 父 *ヒンドスタン Hindostan 1946 黒鹿毛              | 父の父Bois Roussel 1935 黒鹿毛                      | Plucky Liege                                        | Concertina         |                  |
| 父 *ヒンドスタン Hindostan 1946 黒鹿毛              | 父の母Sonibai 1939 鹿毛                             | Solario                                             | Gainsborough       | Gainsborough     |
| 父 *ヒンドスタン Hindostan 1946 黒鹿毛              | 父の母Sonibai 1939 鹿毛                             | Solario                                             | Sun Worship        |                  |
| 父 *ヒンドスタン Hindostan 1946 黒鹿毛              | 父の母Sonibai 1939 鹿毛                             | Udaipur                                             | Blandford          | Blandford        |
| 父 *ヒンドスタン Hindostan 1946 黒鹿毛              | 父の母Sonibai 1939 鹿毛                             | Udaipur                                             | Uganda             |                  |
| 母 *ダイアンケー Dianne K. 1949 栗毛                | 母の父Lillolkid 1941 栗毛                           | Jack High                                           | John P.Grier       | John P.Grier     |
| 母 *ダイアンケー Dianne K. 1949 栗毛                | 母の父Lillolkid 1941 栗毛                           | Jack High                                           | Priscilla          |                  |
| 母 *ダイアンケー Dianne K. 1949 栗毛                | 母の父Lillolkid 1941 栗毛                           | Amaranth                                            | Blue Larkspur      | Blue Larkspur    |
| 母 *ダイアンケー Dianne K. 1949 栗毛                | 母の父Lillolkid 1941 栗毛                           | Amaranth                                            | Lespedeza          |                  |
| 母 *ダイアンケー Dianne K. 1949 栗毛                | 母の母Bonnie Luna 1941 鹿毛                         | Bon Homme                                           | Sweep              | Sweep            |
| 母 *ダイアンケー Dianne K. 1949 栗毛                | 母の母Bonnie Luna 1941 鹿毛                         | Bon Homme                                           | Sue Smith          |                  |
| 母 *ダイアンケー Dianne K. 1949 栗毛                | 母の母Bonnie Luna 1941 鹿毛                         | Rockiluna                                           | Rockminister       | Rockminister     |
| 母 *ダイアンケー Dianne K. 1949 栗毛                | 母の母Bonnie Luna 1941 鹿毛                         | Rockiluna                                           | Markiluna F-No.9-c |                  |

- 全兄には前出のユキロウの他にダイコージ（東海桜花賞）が居る。
- 半姉ダイユウの末裔にメイショウマンボがいる。